# Некрасов, Николай Константинович
Николай Константинович Некрасов (28 января 1915, Москва — 18 января 1993) — писатель, некрасовед.
Внучатый племянник поэта Николая Некрасова. Отец — К. Ф. Некрасов. Мать — Софья Леонидовна Щерба (1879—1924).

## Биография
Родился 28 января 1915 года. Был единственным ребёнком в семье. В детстве жил в Карабихе. После окончания семилетней школы работал букинистом. В 1940 году поступил в Литературный институт. В 1941 году добровольцем ушёл на фронт. Попал в плен, но смог убежать, через военкомат опять был направлен в армию. В 1944 году Особым совещанием был осужден на 8 лет. После освобождения в 1952 году работал пожарным в Инте, бухгалтером в Ухте, где в 1955 году женился на Альбине Юзефовне Боришевской. В 1956 году его реабилитировали. Вернулся в Москву, восстановился в Литературном институте, который закончил в 1960 году. Здесь же работал редактором институтских журналов. Со второй половины 1960-х годов работал как писатель-некрасовед. С 1970 года был ответственным секретарем, а затем и сопредседателем Некрасовского комитета Союза писателей СССР.
«В общении с людьми Николай Константинович был всегда добрым человеком, отзывчивым другом. Его друзья среди писателей — М. Алексеев, С. Викулов, А. Николаев, И. Стаднюк и другие. Многие годы поддерживал с ним дружеские отношения и автор этих строк как однофамилец, собиратель книг и пропагандист Некрасова. Это он привлек меня для работы в Некрасовский комитет Союза писателей». (В. Ф. Некрасов)

## Сочинения
- По следам некрасовских героев. — М.: Советская Россия, 1970. — 175 с.
- Некрасовские места России: Грешнево, Абакумцево, Ярославль, Кострома, Карабиха, Петербург, Чудовская Лука: [очерки и новеллы]. — Ярославль: Верхне-Волжское книжное издательство, 1971. — 174 с.
- «О Волга !.. Колыбель моя». 1979.
- По их следам, по их дорогам: Н. А. Некрасов и его герои. — 2-е изд., перераб. и доп. — М.: Сов. Россия, 1979. — 330 с.
- Сейте разумное…: очерки о жизни и творчестве Н. А. Некрасова. — М.: Сов. Россия, 1989. — 318 с.